# Paul of de afbraak van de hoorspelillusie
Paul of de afbraak van de hoorspelillusie is een hoorspel van Wolf Wondratschek. Paul oder die Zerstörung eines Hörbeispiels werd op 6 november 1969 door de Westdeutscher Rundfunk uitgezonden. Ruth Sabatier en Ab van Eyk vertaalden het en de NCRV zond het uit op maandag 11 augustus 1975. De regisseur was Ab van Eyk. Het hoorspel duurde 32 minuten.

## Rolbezetting
- Emmy Lopes Dias, Petra Dumas & Bep Westerduin (vrouwenstemmen)
- Jan Borkus, Ad Fernhout, Jaap Hoogstraten, Willy Ruys, Frans Somers, Frits Thors, Frans Vasen & Bob Verstraete (mannenstemmen)

## Inhoud
De auteur zegt zelf: "Een hoorspel hoeft niet onvoorwaardelijk een hoorspel te zijn, dat wil zeggen het hoeft niet per se overeen te komen met het beeld dat de luisteraar van een hoorspel heeft." Ondanks deze stelling werd hem voor Paul of de afbraak van de hoorspelillusie in 1969 de Hörspielpreis der Kriegsblinden gegeven. In de motivering luidt het: "Wolf Wondratschek maakt het de luisteraar gemakkelijk de gangbare luistergewoonten te verlaten en een nieuwe luistervaardigheid te ontwikkelen. Hij negeert in zijn stuk traditionele vormen, die een geslotenheid voorwenden, terwijl de realiteit zich vandaag niet meer als een totaliteit laat begrijpen. Consequent stelt hij exact verbonden bewustzijnssplinters in de plaats van een bewustzijnsstroom en laat uit mentaliteit, omgeving, biografie en psyche van een vrachtwagenchauffeur, maar ook die van de auteur die over hem reflecteert, een mozaïek ontstaan die nieuwe denkschema’s zichtbaar maakt en waarvan het  akoestische dessin het oor op een kenmerkende, geheel aan de radio aangepaste wijze prikkelt."